# درة بيددلي غردو (مارغون)
درة بیددلي غردو (بالفارسية: دره بیددلی گردو) هي قرية تقع في إيران في قسم مارغون الريفي. يقدر عدد سكانها بـ 48 نسمة بحسب إحصاء 2016.